# 충청북도농업기술원
충청북도농업기술원(忠淸北道農業技術院, Chungcheongbuk-do Agricultural Research and Extension Service)는 충청북도의 농업 진흥과 기술 개발 등을 위해 충청북도청 산하에 설치된 직속기관이다.
농업기술원장은 나급 상당의 일반직 고위공무원으로 보한다.

## 연혁
- 1909년 5월: 충청북도모범농장 설치
- 1912년 5월: 충청북도종묘장으로 변경
- 1923년 10월: 충청북도농사시험장으로 변경
- 1944년 5월: 조선총독부농사시험장 이리지장 청주분장으로 변경
- 1945년 8월: 국립농사시험장 청주지장으로 변경
- 1949년 1월: 충청북도농사기술원으로 변경
- 195년 5월: 충청북도농사원으로 변경
- 1962년 3월: 충청북도농촌진흥원으로 변경
- 1998년 9월 11일: 충청북도농업기술원으로 변경

## 조직
원장
- 행정지원과
- 연구개발국
- 기술지원국

### 소속 기관
각 연구소장은 지방농업연구관으로 보한다.
- 포도연구소
- 마늘연구소
- 수박연구소
- 대추연구소
- 와인연구소
- 유기농업연구소